# Criniger barbatus
El bulbul barbado (Criniger barbatus) es una especie de ave paseriforme de la familia Pycnonotidae propia de África occidental. 

## Taxonomía
El bulbul barbado fue descrito científicamente por el zoólogo holandés Coenraad Jacob Temminck en 1821, con el nombre de Trichophorus barbatus. Posteriormente se trasladó al género Criniger. En el pasado se consideró conespecífico del bulbul dorsiverde.
Se reconocen dos subespecies:
- C. b. barbatus - (Temminck, 1821): se encuentra de Sierra Leona a Benín;
- C. b. ansorgeanus - Hartert, 1907: se localiza en el sur de Nigeria.